# Neoscleropogon flavifacies
Neoscleropogon flavifacies là một loài ruồi trong họ Asilidae. Neoscleropogon flavifacies được Macquart miêu tả năm 1850. Loài này phân bố ở miền Australasia.